# 佐世保市総合医療センター
地方独立行政法人佐世保市総合医療センター（ちほうどくりつぎょうせいほうじんさせぼしそうごういりょうせんたー）は、長崎県佐世保市平瀬町にある医療機関。

## 概要
地方独立行政法人が開設する病院である。市内では単に「総合病院」といえば当院を指した呼び方であることが多い。
佐世保市のみならず長崎県北部において基幹的役割を担っている拠点病院であり、いずれも市内では唯一の感染症病床・結核病床を擁している。
2016年（平成28年）4月1日より佐世保市立総合病院から経営形態を変更し、地方独立行政法人へ移行。

## 沿革
- 1920年（大正9年）6月　梅田町の市立長田病院内に市立実費診療所を開設。
- 1939年（昭和14年）4月　実費診療所を市立市民病院に改組。市立長田病院は厚生病院と改称し伝染病対応施設となる。
- 1946年（昭和21年）4月　島地町の旧海仁会病院を買収して佐世保市立市民病院を開院。それまでの市民病院は市民病院北分院となる。
- 1949年（昭和24年）3月　市民病院北分院を佐世保北市民病院に改組。
- 1950年（昭和25年）4月　佐世保北市民病院を佐世保市保健所附属診療所に改組。
- 1953年（昭和28年）3月　保健所附属診療所を佐世保市立療養所北病院に改組。
- 1972年（昭和47年）4月　佐世保市民病院と北病院を統合、佐世保市立総合病院になる。
- 1988年（昭和63年）3月　現在地にて新病院の建設工事を着工。
- 1990年（平成2年）3月　新築移転（6日に落成式挙行、19日に患者移送、22日開院）。新病院に感染病床新設されたため市立厚生病院を同月限りで廃院。
- 2000年（平成12年）10月　外来者用駐車場を増設。
- 2002年（平成14年）4月　電子カルテシステムを全面的に導入。
- 2007年（平成19年）4月　地方公営企業法の全部適用、公営企業会計に移行。
- 2012年（平成24年）4月　救命救急センターの設置。
- 2016年（平成28年）4月　地方独立行政法人佐世保市総合医療センターへ移行。
- 2017年（平成29年）内視鏡センターがオープン。多言語通訳システム導入。緩和ケア科新設。
- 2018年（平成30年）緩和ケア在宅訪問診療開始。肝臓センターがオープン。
- 2020年（令和2年）膵臓・胆道センター、がんゲノム医療センターがオープン。
- 2021年（令和3年）ロボット支援下手術を開始。

## 病床数
- 594床（一般：570床、結核：20床、感染症：4床）

## 診療科・部門
内科系診療科
呼吸器内科、消化器内科、循環器内科、脳神経内科、血液内科、腎臓内科、糖尿病・内分泌内科、リウマチ・膠原病内科、緩和ケア科
外科系診療科
呼吸器外科、消化器外科、乳腺外科、整形外科、リハビリテーション科・リハビリテーション室、泌尿器科、脳神経外科、心臓血管外科、一般外科
母性小児系診療科
小児科、産婦人科
皮膚感覚器系診療科
形成外科、皮膚科、眼科、耳鼻咽喉科
総合系診療科
救急集中治療科、麻酔科、放射線科、病理診断科、臨床検査科、歯科
離島診療所
高島診療所、黒島診療所、宇久診療所
看護部
看護部
薬剤部
薬剤部
医療技術部
放射線室、臨床工学室、臨床検査室、リハビリテーション科・リハビリテーション室、血管造影部門
中央診療部
ゲノム医療センター、肝臓センター、医療安全管理部

## 指定・認定
- 救急告示病院
- 救命救急センター
- 高次脳卒中センター（長崎県）
- 地域周産期母子医療センター
- 臨床研修指定病院
- 地域がん診療連携拠点病院
- 第二種感染症指定医療機関
- 結核予防法指定医療機関
- エイズ治療拠点病院
- 災害拠点病院
- 災害派遣医療チーム（DMAT）
- 身体障害者福祉法指定医師の配置されている医療機関
- 精神保健指定医の配置されている医療機関
- 母体保護法指定医師の配置されている医療機関
- 生活保護法指定医療機関
- 児童福祉法に定める助産施設
- 指定養育医療機関
- 労働者災害補償保険指定病院
- 原子爆弾被害者一般疾病医療取扱医療機関
- 自立支援医療指定医療機関（更生医療）
- 地域医療支援病院
- 特定承認保険医療機関
- 病院機能評価Ver5.0（一般500床以上）

## 院内施設
- 十八親和銀行：ATM（1階）
- コンビニエンスストア「ファミリーマート」（1階）
- レストラン：食事処・おおくぼ （2階）
- 自動販売機コーナー（1階、2階）
- 生花店（1階）

## 周辺環境
- 佐世保公園
- ニミッツパーク
- 佐世保市民文化ホール
- かまち薬局元町店
- センター調剤薬局
- PET・CT佐世保
- 佐世保浜田郵便局
- スマイルホテル佐世保
- クインテッサホテル佐世保
- エレナ相生店
- 三ヶ町商店街

## 交通機関
- 松浦鉄道西九州線 佐世保中央駅より徒歩で約10分。
- 西肥バス（させぼバスも含む）
  - 佐世保駅前より約15分、「佐世保市総合医療センター」停留所または「佐世保市総合医療センター入口」停留所下車。
  - 平日朝には佐世保共済病院などとを結ぶ循環バス（「新みなとターミナル前」行）が運行されている。
  - 「佐世保市総合医療センター入口」行きのバスが運行されている。
- 西九州自動車道 佐世保中央ICからすぐ。